# Gori, Ciad
Gori este unul din cele 3 sate care limba Laal este vorbită. Celelalte 2 sunt Damtar și Mailao.